# مستشفى حسين العلي
مستشفى حسين العلي (بالإنجليزية: Hussein Al-Ali Hospital)‏ (HAH) هو مستشفى خاص تملكه مجموعة حسين العلي الطبية، يقع في الأحساء في المنطقة الشرقية من المملكة العربية السعودية.
تم افتتاح المستشفى في 28 فبراير 2012، تحت رعاية بدر بن محمد بن عبد الله بن جلوي آل سعود، مُحافظ مُحافظة الأحساء. وفي ديسمبر 2016، حصل على الاعتماد من لدن مُنظمة اللجنة المشتركة الدولية الأمريكية. تبلغ القدرة الاستيعابية للمستشفى 55 سريرا، ويبلغ عدد عيادات الاختصاص 15 عيادة تغطي كافة التخصصات الطبية.
في عام 2020، قام المجلس المركزي السعودي لاعتماد مؤسسات الرعاية الصحية بمنح المستشفى شهادة الاعتماد المحلية بعد استيفائه المعايير الوطنية المقررة للمستشفيات (2019).

## العيادات
يتضمن المستشفى العيادات والأقسام التخصصية التالية:
- قسم الطوارئ
- عيادة الطب الباطني
- عيادة الأعصاب
- عيادة أمراض الكلى
- عيادة أمراض الدم
- عيادة الجراحة العامة وجراحات السمنة والمناظير
- عيادة العظام
- عيادة الأطفال
- عيادة طب الأسرة
- عيادة طب العيون
- عيادة الأسنان
- عيادة القلب والأوعية الدموية
- عيادة الروماتيزم
- عيادة طب النساء والولادة
- عيادة الأسنان
- عيادة طب الأنف والأذن والحنجرة

## روابط خارجية
- لم يتم العثور على روابط لمواقع التواصل الاجتماعي.